# Melitaea tsonkapa
Melitaea tsonkapa är en fjärilsart som beskrevs av Belter 1944. Melitaea tsonkapa ingår i släktet Melitaea och familjen praktfjärilar. Inga underarter finns listade i Catalogue of Life.